# Мокіївці (зупинний пункт)
Мокі́ївці (Мокиївці) — пасажирський залізничний зупинний пункт Жмеринської дирекції Південно-Західної залізниці на неелектрифікованій лінії Шепетівка — Старокостянтинів I між станціями Шепетівка-Подільська (14,5 км) та Чотирбоки (4,5 км). Розташований в селі Мокіївці Шепетівського району Хмельницької області.

## Історія
Зупинний пункт відкритий у 2000-х роках.

## Пасажирське сполучення
На зупинному пункті Мокіївці зупиняються приміські поїзди сполученням Шепетівка — Гречани / Хмельницький.